# Беневенто (провинция)
Беневенто (на италиански: Provincia di Benevento) е провинция в Италия, в региона Кампания.
Площта ѝ е 2.071 км², а населението – около 290 000 души (2007). Провинцията включва 78 общини, административен център е град Беневенто.

## Административно деление
Провинцията се състои от 78 общини:
- Беневенто
- Айрола
- Аморози
- Апиче
- Аполоза
- Арпая
- Арпаизе
- Базеличе
- Бонеа
- Буоналберго
- Бучано
- Витулано
- Гуардия Санфрамонди
- Джинестра дели Скиавони
- Дуджента
- Дурацано
- Казалдуни
- Калви
- Камполатаро
- Камполи дел Монте Табурно
- Кастелвенере
- Кастелветере ин Вал Форторе
- Кастелпагано
- Кастелпото
- Кастелфранко ин Мискано
- Каутано
- Коле Санита
- Кузано Мутри
- Лиматола
- Мелицано
- Молинара
- Монтесаркио
- Монтефалконе ди Вал Форторе
- Морконе
- Мояно
- Падули
- Паго Веяно
- Панарано
- Паолизи
- Паупизи
- Песко Санита
- Пиетрароя
- Пиетрелчина
- Понте
- Понтеландолфо
- Пулянело
- Реино
- Сан Бартоломео ин Галдо
- Сан Джорджо Ла Молара
- Сан Джорджо дел Санио
- Сан Леучо дел Санио
- Сан Лоренцело
- Сан Лоренцо Маджоре
- Сан Лупо
- Сан Марко дей Кавоти
- Сан Мартино Санита
- Сан Надзаро
- Сан Никола Манфреди
- Сан Салваторе Телезино
- Сант'Агата де' Готи
- Сант'Анджело а Куполо
- Сант'Арканджело Тримонте
- Санта Кроче дел Санио
- Сасиноро
- Солопака
- Телезе Терме
- Токо Каудио
- Торекузо
- Фаикио
- Фолянизе
- Форкия
- Фояно ди Вал Форторе
- Франието л'Абате
- Франието Монфорте
- Фрасо Телезино
- Чепалони
- Черето Санита
- Чирчело